# Nicolas Minorsky

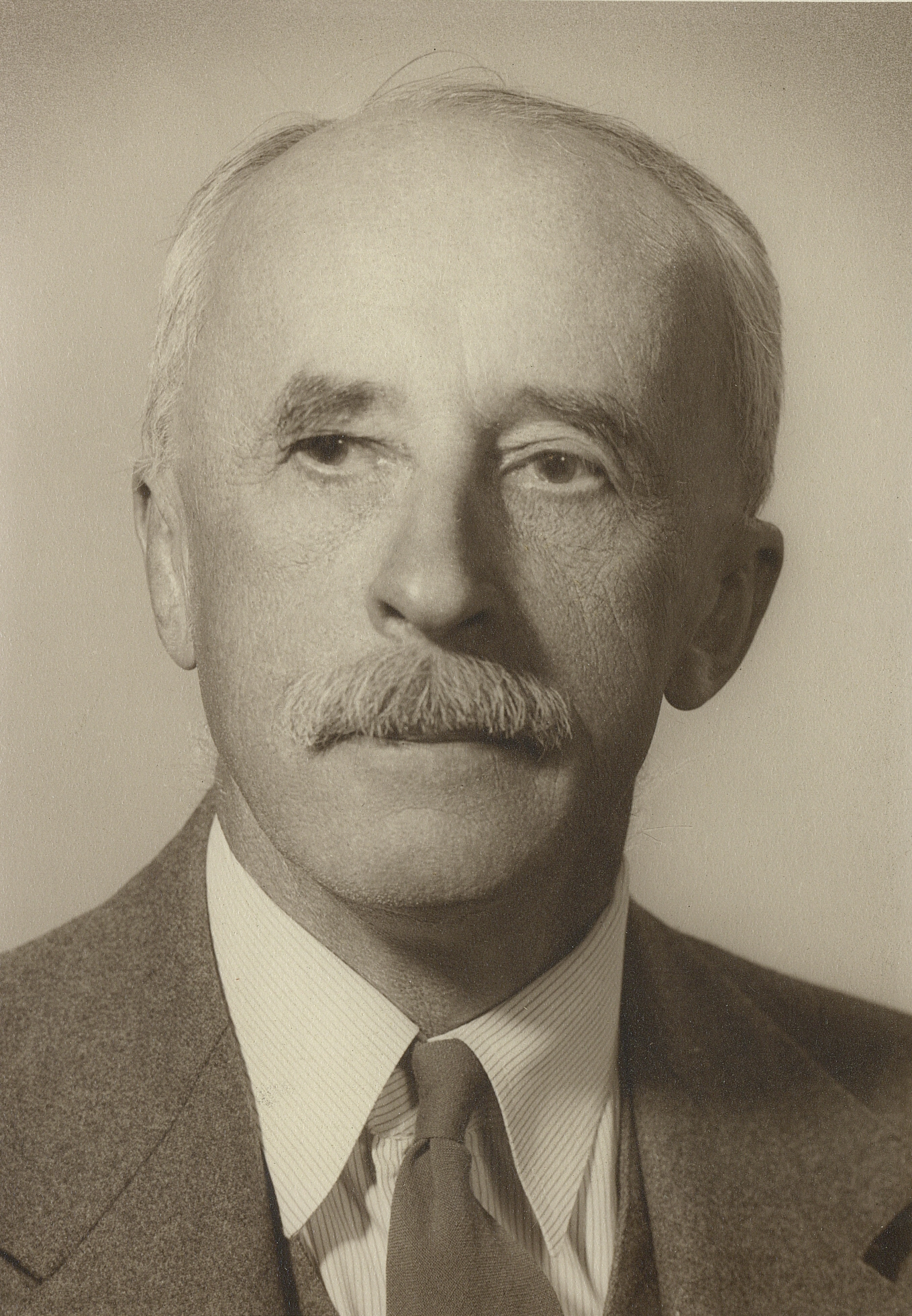
Nicolas Minorsky

Nicolas Minorsky  (* 24. September 1885 in Kortschewa, Gouvernement Twer, Russisches Kaiserreich; † 31. Juli 1970) war Erfinder eines Gyrometers.

## Werdegang
Nicolas Minorsky studierte an der Seefahrtschule in Sankt Petersburg und ab 1908 an der Fakultät für Elektrotechnik an der Universität Nancy. Danach arbeitete er an der Technischen Schule des Zaren, bis zu seiner Promotion auf dem Gebiet der Wissenschaft im Jahr 1914. 1914 bis 1917 diente er in der russischen Marine. In dieser Zeit entwickelte er ein Gyrometer und führte um 1916 Messungen zur Empfindlichkeit des Auges, Winkelgeschwindigkeiten zu erkennen, aus. (J. B. Henderson hatte schon 1907 ein geheimes Patent für ein ähnliches Gerät erhalten. Ein weiteres ähnliches System hatten 1910 auch schon Keith Elphinstone und Harry Egerton Wimperis entwickelt.) Für ein Jahr war er Adjunct Naval Attaché an der russischen Botschaft in Paris.
Im Juni 1918 emigrierte er in die USA, wo er in den ersten vier Jahren bei General Electric Assistent von Charles P. Steinmetz war.
Seinen Veröffentlichungen von 1922 und 1930 zufolge beschäftigte er sich mit automatischer Steuerung von Schiffen. Erste Versuche zu Servo-gesteuerten Rudern wurden bereits 1864 unternommen. Eines der Probleme war, die Position der Kompassnadel zu messen, ohne deren Genauigkeit zu stören. Seine frühe Arbeit beeinflusste Harold Locke Hazen (1901–1980), der 1934 über seinen Servo-Mechanismus berichtete. (Davon erfuhren wiederum Vannevar Bush und Norbert Wiener.) 1922 bis 1923 untersuchte er im Auftrag des Bureau of Construction and Repair der US-Navy auf der USS New Mexico seine Schiffssteuerung mit PID-Regelung und stellte eine mathematische Analyse auf. Die erhöhte Reichweite der Schiffskanonen hatte eine akkurate Steuerung erforderlich gemacht. Obgleich der Versuche erfolgreich verlief, musste er seine Steuerung wieder abbauen, da sie der Mannschaft missfiel. 1930 verkaufte er sein Patent an die Bendix Corporation, die im Vorjahr in die Aeronautik eingestiegen war. Das System von Elmer Ambrose Sperry analysierte er und berichtete darüber 1937 im The Engineer.
1924 bis 1934 war er Professor für Elektronik und Angewandte Physik an der University of Pennsylvania. Danach ging er ans United States Naval Research Laboratory und arbeitete am David Taylor Model Basin an der Stabilisierung von Schiffen gegen Rollen.
Während des Krieges war er Berater seines Direktors und begann sich für nichtlineare Probleme zu interessieren. Ab 1946 arbeitete er an der Fakultät für Maschinenbau der Stanford University. Nach seiner Pensionierung im Jahr 1950 lebte er in Süd-Frankreich am Fuß der Pyrenäen.

## Veröffentlichungen
- Directional stability of automatically steered bodies. 1920 (Journal of the American Society of Naval Engineers, Band 34, 1922, S. 280–309)
- Introduction to Nonlinear Mechanics. 1947
- The Principles and Practice of Automatic Control. In: The Engineer. 1937, S. 322
- Introduction to non-linear mechanics. Topological methods, analytical methods, non-linear resonance, relaxation oscillations. 1947
- Nonlinear oscillations. 1962
- mit Eugene Leimanis: Dynamics and nonlinear mechanics. Some recent advances in the dynamics of rigid bodies and celestial mechanics. 1958
- Nonlinear oscillations. 1962
- Théorie des oscillations. 1967
- Theory of nonlinear control systems. 1969

## Belege
1. ↑  http://www.cpdee.ufmg.br/~palhares/Minorsky.pdf
2. ↑  http://ieeexplore.ieee.org/xpls/abs_all.jsp?tp=&arnumber=4392906&tag=1

| Personendaten    | Personendaten                                         |
| ---------------- | ----------------------------------------------------- |
| NAME             | Minorsky, Nicolas                                     |
| KURZBESCHREIBUNG | Regelungstechniker                                    |
| GEBURTSDATUM     | 24. September 1885                                    |
| GEBURTSORT       | Kortschewa, Gouvernement Twer, Russisches Kaiserreich |
| STERBEDATUM      | 31. Juli 1970                                         |